# Ciudad Vieja (Bratislava)
La Ciudad Vieja de Bratislava (en eslovaco: Staré Mesto) es el centro histórico y uno de los barrios de Bratislava, la capital de Eslovaquia. Es coextensiva con Bratislava I, el distrito administrativo eslovaco más pequeño por superficie. Contiene el pequeño, pero bien conservado, centro medieval, el Castillo de Bratislava y otros importantes monumentos. La Ciudad Vieja es conocida por sus muchas iglesias, su paseo fluvial y sus instituciones culturales. También contiene la mayoría de las embajadas de otros países e importantes instituciones eslovacas, como el Consejo Nacional de la República Eslovaca; el Palacio de Verano del Arzobispo, sede del Gobierno de Eslovaquia; y el Palacio Grassalkovich, residencia del Presidente de Eslovaquia.

## Localización
La Ciudad Vieja está bordeada por el río Danubio al oeste, Karlova Ves al norte, la Ciudad Nueva al noreste y Ružinov al sur y al este.

### Divisiones
La Ciudad Vieja se divide en varias partes: el centro histórico, Vydrica, Zukermandel, Blumentál, y otras más. Algunas de estas partes, como Vydrica y Zukermandel, fueron demolidas por el gobierno comunista tras la Segunda Guerra Mundial.

## Características
Como su nombre sugiere, el barrio alberga muchos monumentos históricos y las instituciones centrales de Bratislava. También contiene muchas oficinas administrativas e instituciones eslovacas, como el Ministerio del Interior, el Ministerio de Cultura y el Ministerio de Justicia.
La parte oeste del barrio es una zona montañosa (técnicamente parte de los Pequeños Cárpatos) que contiene el Castillo de Bratislava, el monumento a Slavín, el Parque Horský (literalmente Parque Montañoso), muchas casas unifamiliares, y la mayoría de las embajadas extranjeras en Eslovaquia. Esta zona montañosa termina al sur en el Danubio con el Mausoleo de Chatam Sofer y la colina del Castillo de Bratislava, y al oeste en la Autopista D2. Esta parte de Bratislava es más tranquila que el resto de la Ciudad Vieja y, aparte del Castillo, es raramente visitada por los turistas.
La parte este es el centro histórico y administrativo. Entre los edificios y lugares de interés están el Palacio Grassalkovich, la Iglesia de la Trinidad, el Antiguo Ayuntamiento de Bratislava, la Catedral de San Martín, la Puerta de Miguel, el Palacio Primacial, la Universidad Comenius, la estación central de trenes (Hlavná stanica), el Teatro Nacional Eslovaco (tanto el antiguo como el nuevo), la Plaza SNP, la Plaza Principal (Hlavné námestie), la Plaza Hviezdoslav (Hviezdoslavovo námestie), la Kamenné námestie ('Plaza de Piedra'), la Obchodná ulica ('Calle de Tiendas'), la Farmacia Salvador, la Calle Zochova del siglo XIV y muchas otras iglesias y palacios. Todavía hay algunos restos de las murallas medievales de Bratislava, aunque no están abiertas al público.

## Alcaldes del barrio
- 1990–1994 – Miloslava Zemková (DS)
- 1994–1998 – Andrej Ďurkovský (KDH)
- 1998–2002 – Andrej Ďurkovský (KDH)
- 2002–2006 – Peter Čiernik (KDH)
- 2006–2010 – Andrej Petrek (independiente, posteriormente SDKÚ-DS, y expulsado en 2008)
- 2010–actualidad – Tatiana Rosová (SDKÚ-DS)

## Ciudades hermanadas
- Obrenovac, Serbia

## Galería de imágenes

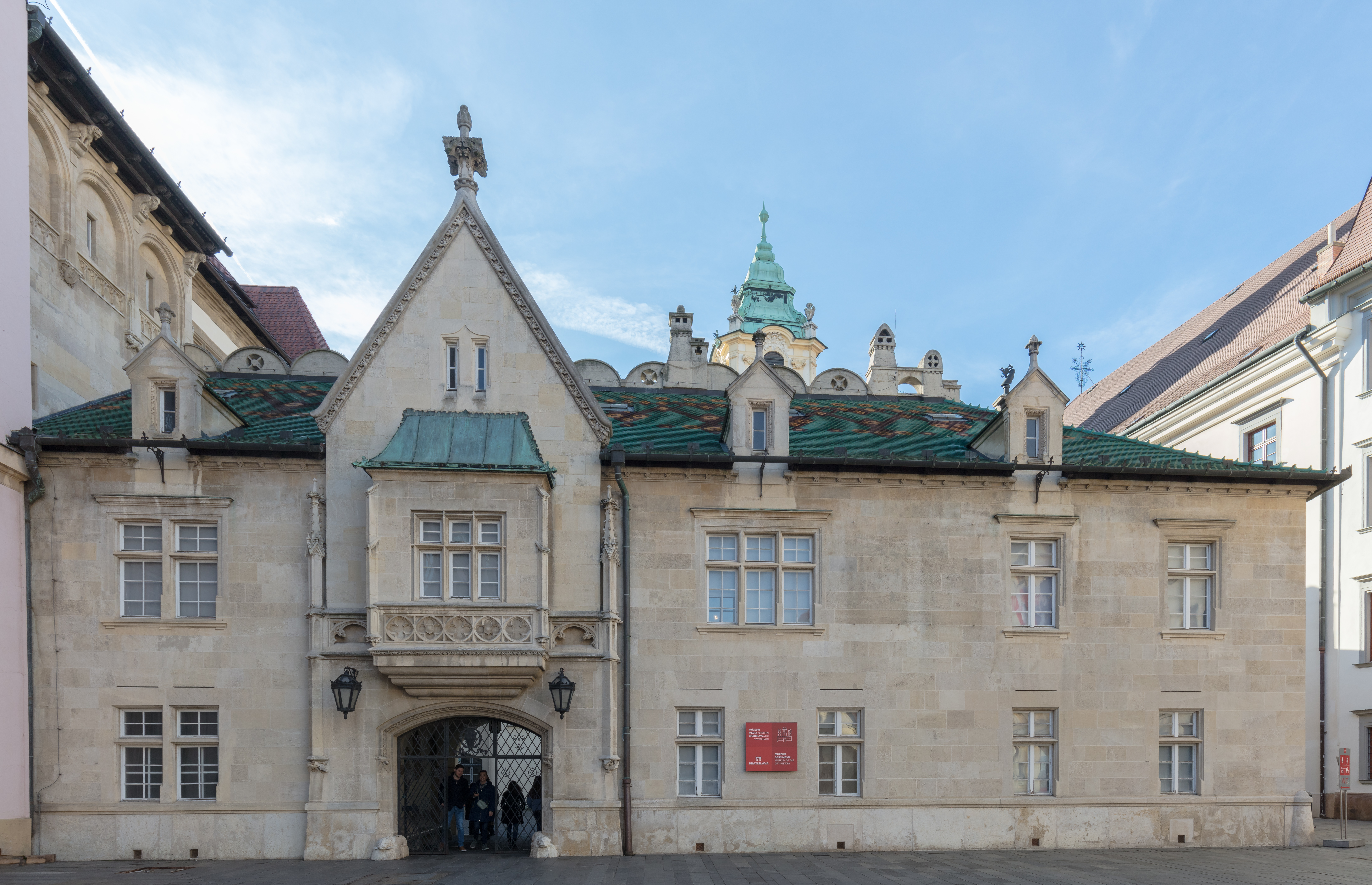
Antiguo ayuntamiento.
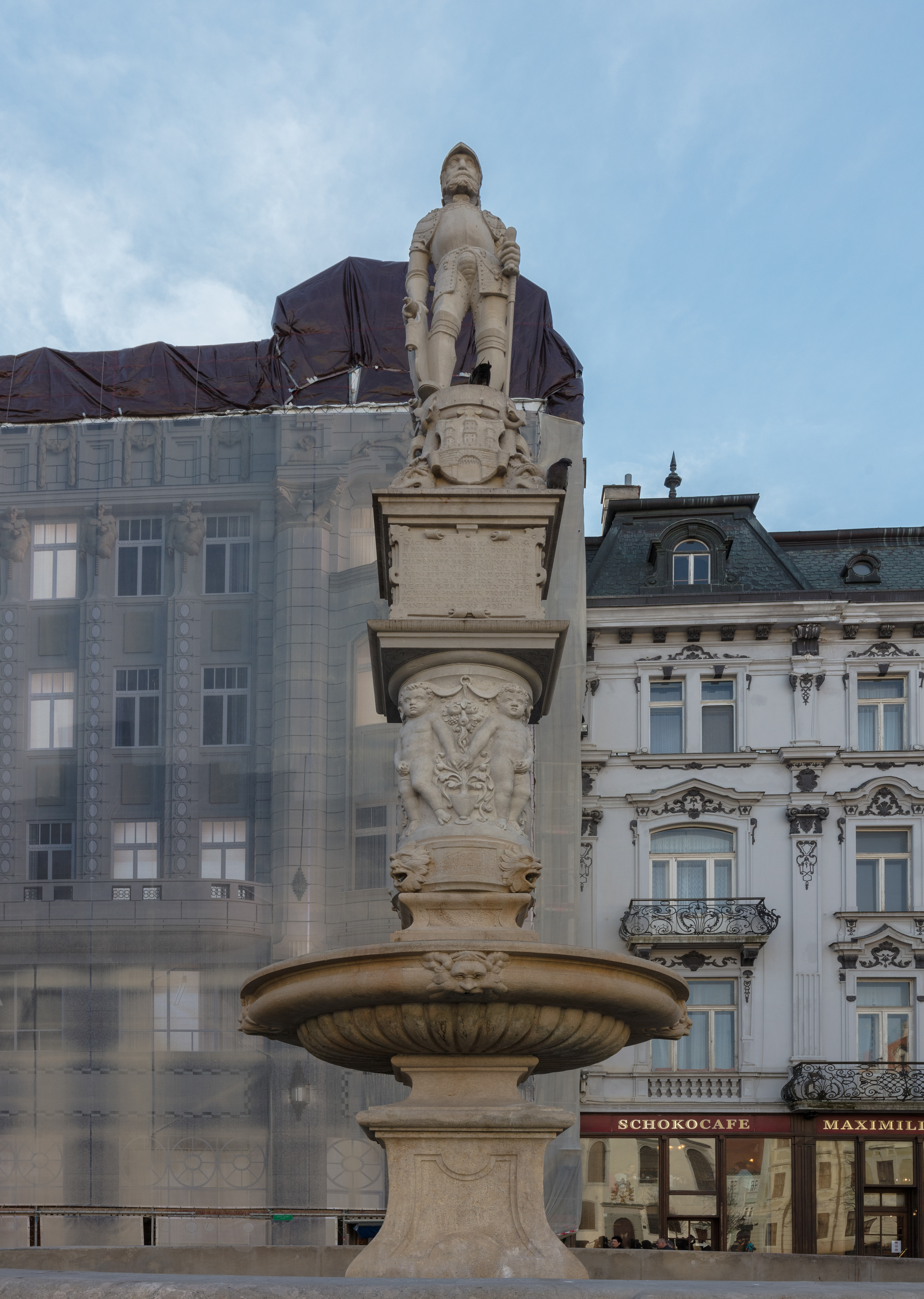
Fuente de Maximiliano.
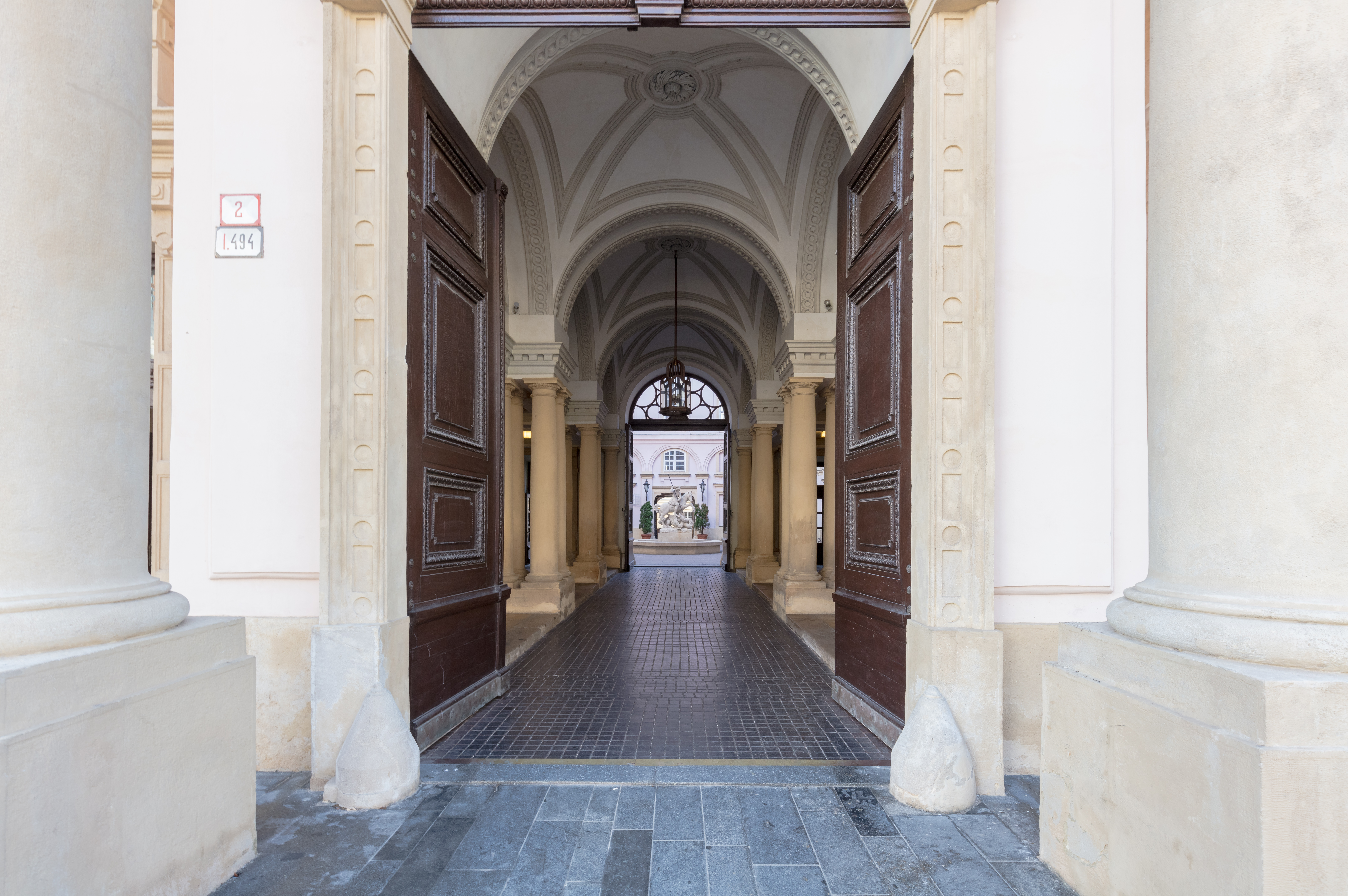
Palacio primacial.
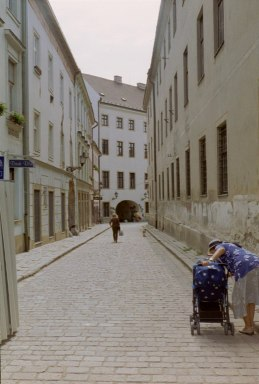
Una calle típica en la Ciudad Vieja de Bratislava.
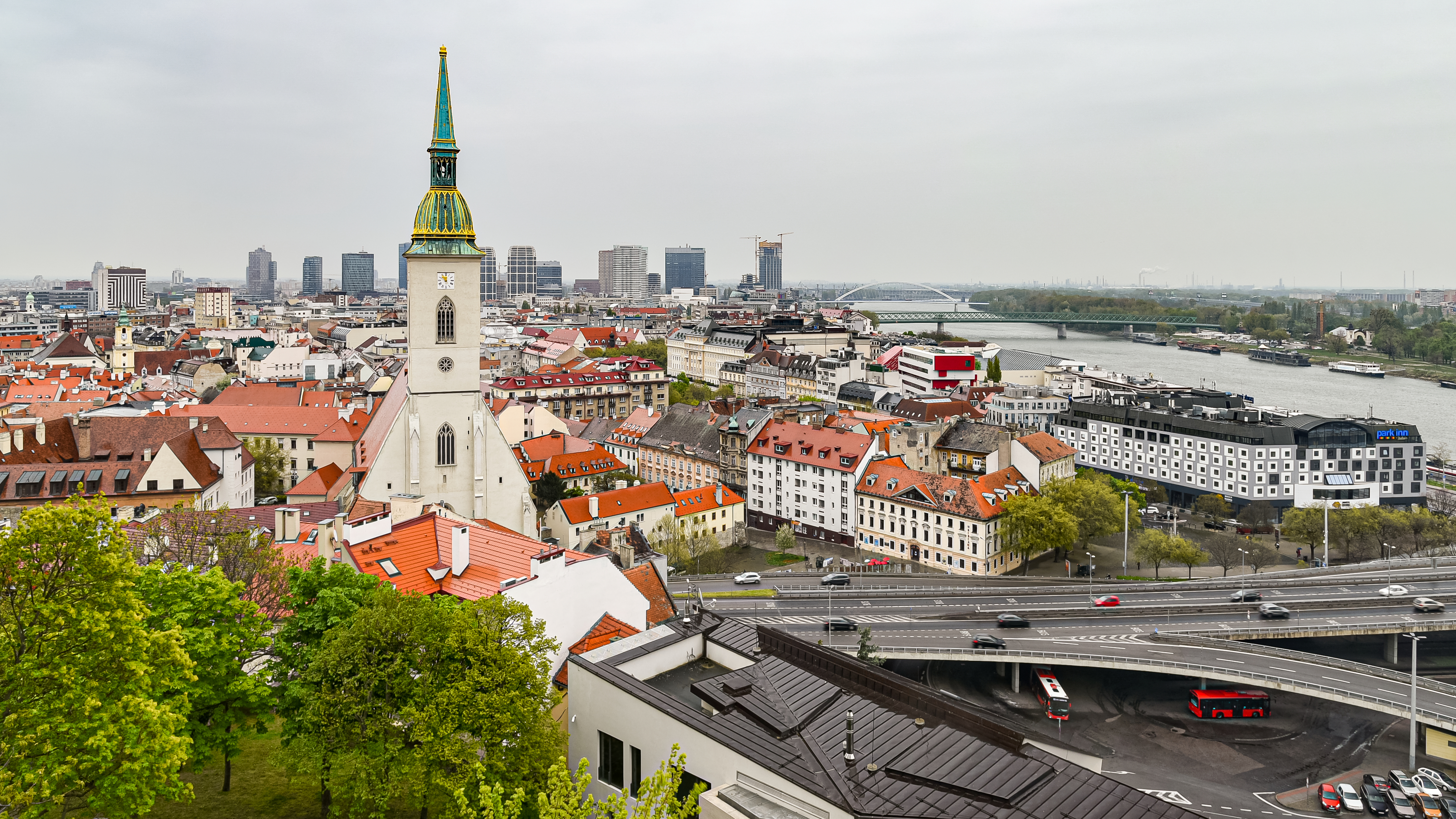
La Ciudad Vieja desde la colina del castillo.
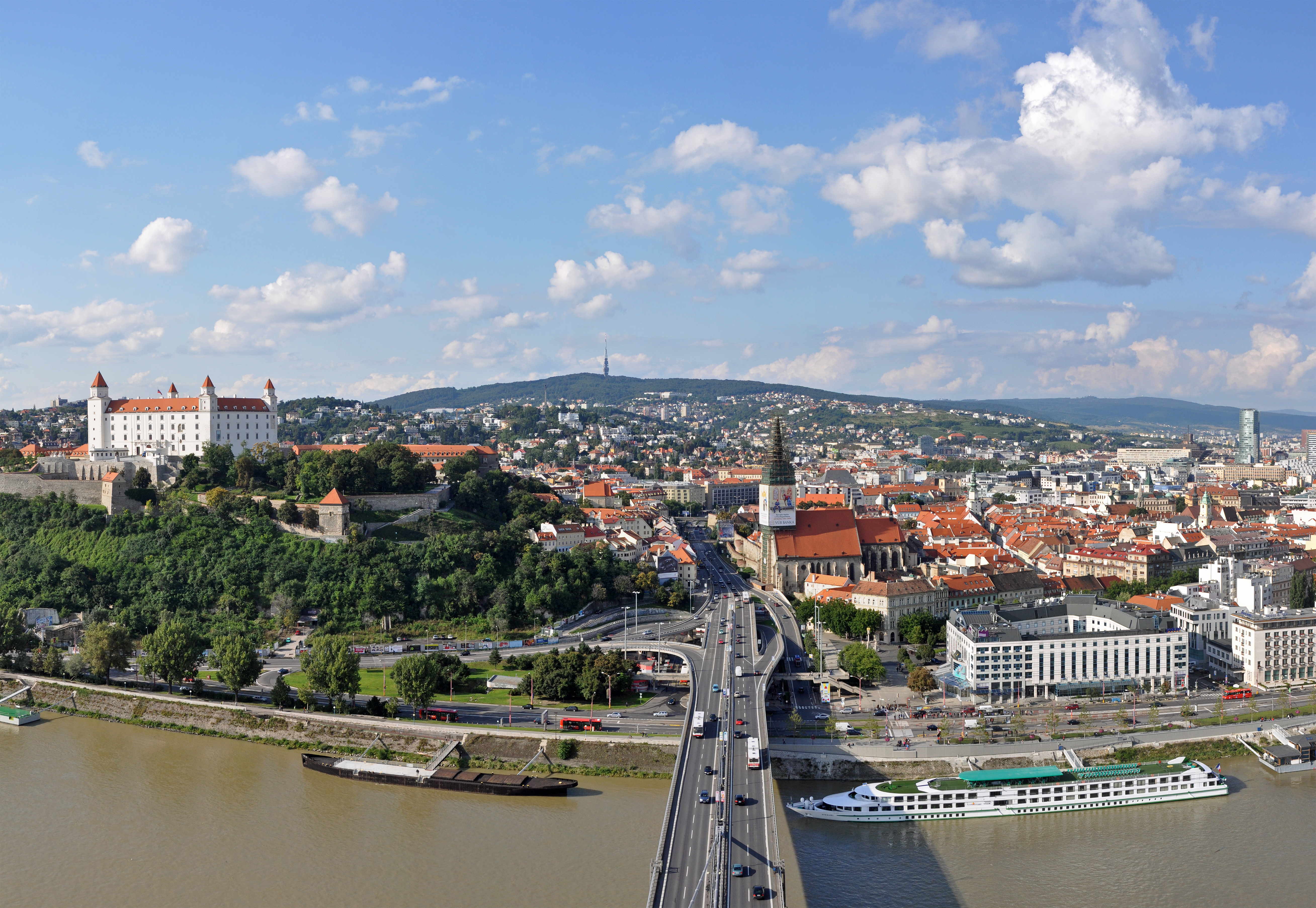
La Ciudad Vieja desde el puente Nový Most.